# Thành phố đô thị Roma Thủ đô
Thành phố đô thị Roma Thủ đô (tiếng Ý: Città metropolitana di Roma Capitale) là một thành phố đô thị theo hiến pháp của vùng Lazio tại Ý. Thủ phủ của Thành phố đô thị Roma Thủ đô là thành phố Roma. Nó thay thế tỉnh Roma và bao gồm thành phố Roma cùng 121 khu tự quản (comuni) khác.
Nó được thành lập trong cải cách chính quyền địa phương và chính thức hoạt động từ ngày 1 tháng 1 năm 2015. Đứng đầu chính quyền là thị trưởng vùng đô thị (Sindaco metropolitano) và hội đồng vùng đô thị (Consiglio metropolitano). Khu vực có địa hình bằng phẳng của thung lũng sông Tevere trải đến các ngọn núi, phía tây của khu vực là biển Tyrrhenus. Khu vực có một số hồ, hầu như đều có nguồn gốc núi lửa.

## Hành chính
- Affile
- Agosta
- Albano Laziale
- Allumiere
- Anguillara Sabazia
- Anticoli Corrado
- Anzio
- Arcinazzo Romano
- Ardea
- Ariccia
- Arsoli
- Artena
- Bellegra
- Bracciano
- Camerata Nuova
- Campagnano di Roma
- Canale Monterano
- Canterano
- Capena
- Capranica Prenestina
- Carpineto Romano
- Casape
- Castel Gandolfo
- Castel Madama
- Castel San Pietro Romano
- Castelnuovo di Porto
- Cave
- Cerreto Laziale
- Cervara di Roma
- Cerveteri
- Ciampino
- Ciciliano
- Cineto Romano
- Civitavecchia
- Civitella San Paolo
- Colleferro
- Colonna
- Fiano Romano
- Filacciano
- Fiumicino
- Fonte Nuova
- Formello
- Frascati
- Gallicano nel Lazio
- Gavignano
- Genazzano
- Genzano di Roma
- Gerano
- Gorga
- Grottaferrata
- Guidonia Montecelio
- Jenne
- Labico
- Ladispoli
- Lanuvio
- Lariano
- Licenza
- Magliano Romano
- Mandela
- Manziana
- Marano Equo
- Marcellina
- Marino
- Mazzano Romano
- Mentana
- Monte Compatri
- Monte Porzio Catone
- Monteflavio
- Montelanico
- Montelibretti
- Monterotondo
- Montorio Romano
- Moricone
- Morlupo
- Nazzano
- Nemi
- Nerola
- Nettuno
- Olevano Romano
- Palestrina
- Palombara Sabina
- Percile
- Pisoniano
- Poli
- Pomezia
- Ponzano Romano
- Riano
- Rignano Flaminio
- Riofreddo
- Rocca Canterano
- Rocca Priora
- Rocca Santo Stefano
- Rocca di Cave
- Rocca di Papa
- Roccagiovine
- Roiate
- Roma
- Roviano
- Sacrofano
- Sambuci
- San Cesareo
- San Gregorio da Sassola
- San Polo dei Cavalieri
- San Vito Romano
- Sant'Angelo Romano
- Sant'Oreste
- Santa Marinella
- Saracinesco
- Segni
- Subiaco
- Tivoli
- Tolfa
- Torrita Tiberina
- Trevignano Romano
- Vallepietra
- Vallinfreda
- Valmontone
- Velletri
- Vicovaro
- Vivaro Romano
- Zagarolo